# Timoteegras
Timoteegras, timothee of lammerstaart (Phleum pratense subsp. pratense) is een plant uit de grassenfamilie (Poaceae). De plant heeft 42 chromosomen in een plantencel, dit in tegenstelling tot klein timoteegras (Phleum pratense subsp. serotinum) dat er 14 heeft. 
Timothee is een voor vee zeer voedzaam gras, dat langs wegen, dijken en in graslanden groeit. Voor de inzaai in grasland zijn er weidetypen en hooitypen. De weidetypen bloeien later dan de hooitypen. Ingezaaid in grasland verdwijnt het daar meestal weer spoedig of komt sporadisch nog voor. Timothee kan goed tegen maaien, maar minder goed tegen beweiding. Het is een overblijvende, zodevormende grassoort die 40-150 cm hoog kan worden.

## Blad
De bladeren zijn groen of grijsgroen en zijn maximaal 45 cm lang. Het blad is kaal, maar voelt, vooral de bovenzijde, ruw aan. Het ovale tongetje (ligula) is tot 6 mm lang en heeft een stompe punt.

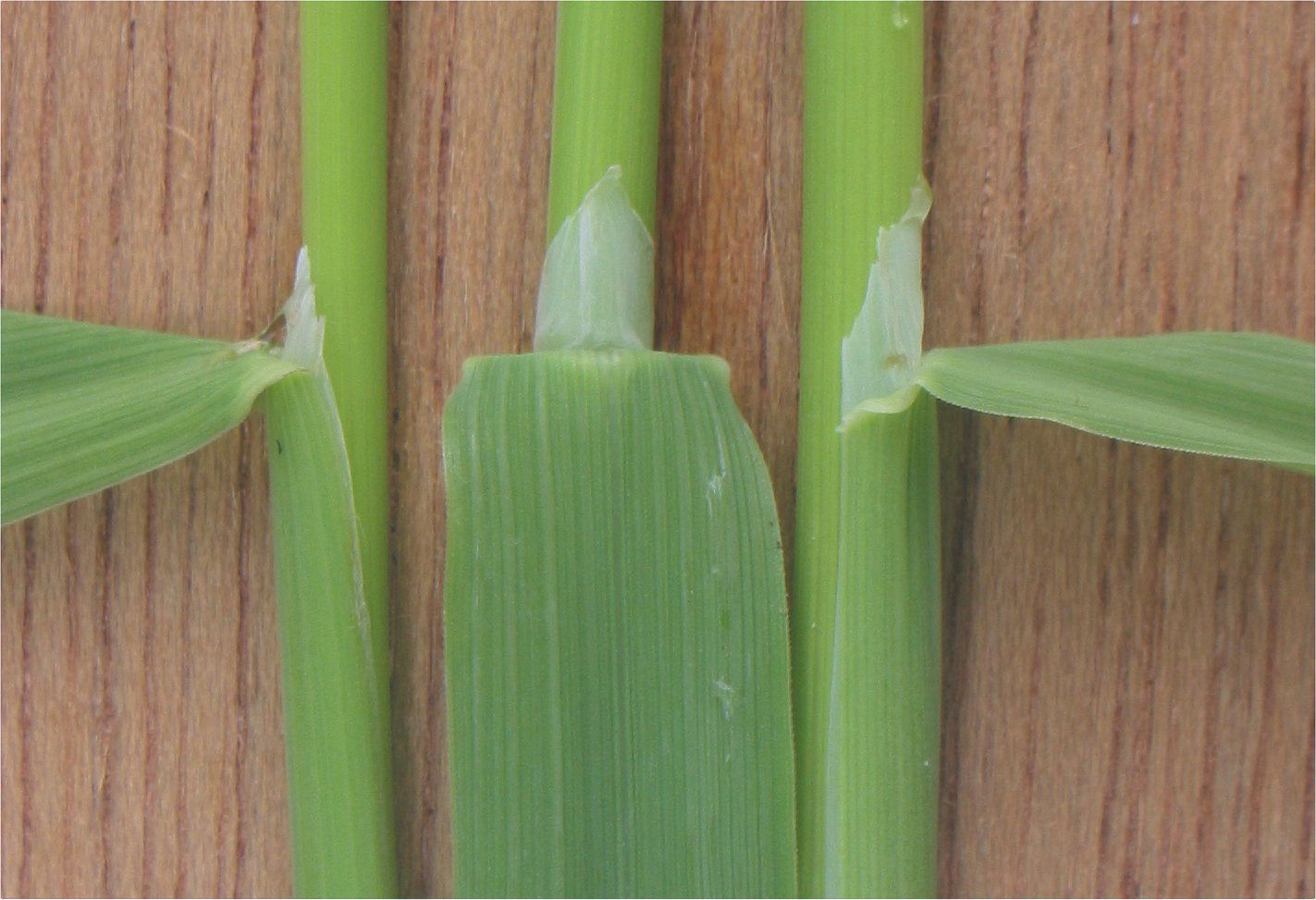
tongetje

## Aar
De bloeiwijze van timothee vormt een cilindervormige aarpluim van 5-15 (somt tot 30) cm lang en 6-10 mm breed. Deze is grijsachtig groen of purperkleurig aangelopen en voelt ruw aan. 
De aartjes zijn 3-4 mm lang en enkelbloemig. Aan sommige aartjes zit een vliezig schutblad. De ongeveer 5,5 mm lange kelkkafjes zijn behaard en hebben een naaldachtige punt. Het onderste, meestal vijfnervige kroonkafje (lemma) is twee derde tot driekwart zo lang als de kelkkafjes. De 2 mm lange helmhokjes zijn geel of roodpaars.

## Bloeitijd
Timoteegras bloeit van juni tot augustus.

## Vrucht
De vrucht van timothee is een graanvrucht. De vruchtwand is vergroeid met de zaadhuid, de zaadkern en met de omhullende kafjes. In de volksmond wordt meestal van (gras)zaad gesproken. Door de haartjes aan de kafjes blijven de vruchten makkelijk hangen aan de vacht van langslopende dieren. 
Om de vrucht (zaad) te kunnen verzaaien moeten de haartjes eerst verwijderd worden. Dit gebeurt machinaal door wrijving van de vruchtjes.

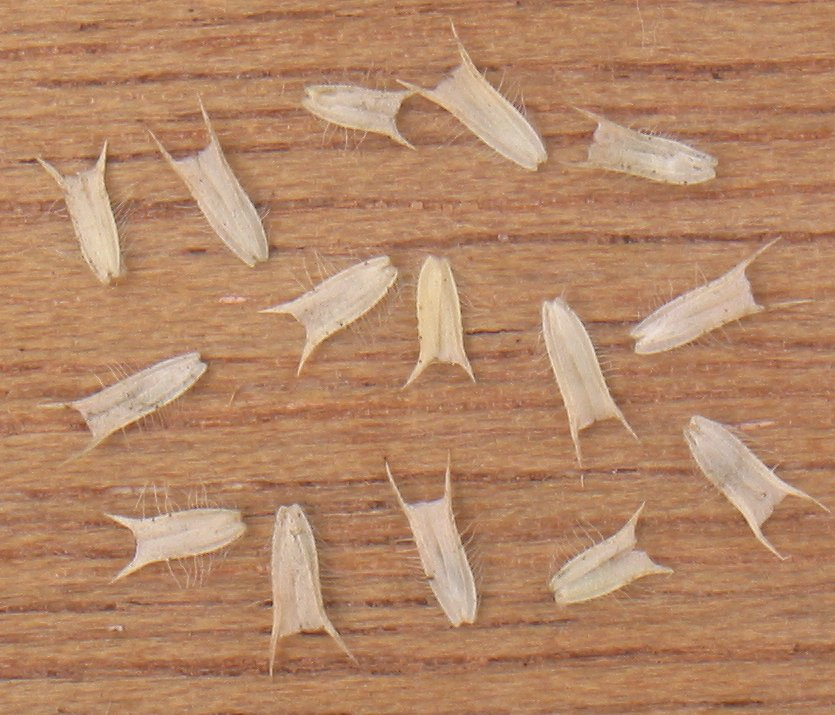
vruchten, veelal "zaad" genoemd